# Aysha affinis
Aysha affinis là một loài nhện trong họ Anyphaenidae.
Loài này thuộc chi Aysha. Aysha affinis được John Blackwall miêu tả năm 1862.